# Варгас, Хуан Мануэль
Хуа́н Мануэ́ль Ва́ргас Ри́ско (исп. Juan Manuel Vargas Risco; 5 октября 1983, Лима, Перу) — перуанский футболист, полузащитник, в прошлом игрок сборной Перу. Бронзовый призёр розыгрышей Кубка Америки 2011 и 2015 годов.

## Карьера

### Клубная карьера
Хуан Мануэль Варгас родился в семье Леонардо и Кармен Варгасов. Однако его детство прошло в обществе бабушки Алехандры, следящей за внуком. С юных лет Варгас играл в футбол со сверстниками на улицах Кальяо и Магдалины, а в возрасте 12-ти лет он пришёл в клуб «Университарио». Однако через год Варгас перешёл в клуб «Депортиво Унион Минас», куда попал по рекомендации Луиса Сальуана, отца одного из ребят. С «Унионом» Варгас совершил поездку по провинции Лимы, где играл с молодёжными составами разных клубов, но через несколько лет вернулся в «Университарио», из-за плохого экономического состояния дел «Униона».
Возвращение в «Университарио» состоялось в 1999 году, а через 3 года он дебютировал в «основе» команды, этому поспособствовала тяжёлое финансовое состояние дел клуба, когда игроки начали бастовать из-за невыплаты заработной платы, а потому руководству команды пришлось прибегнуть к помощи игроков из молодёжного состава. Варгас дебютировал за «Универитарио» 24 ноября 2002 года в матче с «Спортиво Сьенсиано», который Университарио проиграл 2:3, однако, несмотря на поражение, Варгас стал одним из лучших игроков встречи, забив мяч на 62-й минуте ударом с 40 метров. А в 2003 году Варгас впервые сыграл в кубке Либертадорес, но там «Университарио» проиграл уже на первом раунде соревнования. В 2004 году Варгас стал одним из лучших игроков чемпионата Перу, вследствие чего был вызван в национальную сборную.
В 2005 году Варгас перешёл в аргентинский клуб «Колон», в этой команде Варгас стал основным игроком по исполнению стандартных положений, в особенности штрафных, особенно красивым был его гол в ворота «Боки Хуниорс», принесший «Колону» ничью, после которого боссы «Боки» были настолько впечатлены, что выкупили 10 % контракта футболиста. В начале 2006 году, когда «Колон» готовился к Апертуре, Варгасу пришло несколько предложений из Европы, самыми активными были английский «Портсмут» и итальянская «Катания», которая, в результате, и купила футболиста, заплатив за трансфер 3 млн 350 тыс. евро.
В составе «Катании» Варгас дебютировал в товарищеской игре с клубом «Палермо», завершившийся победой «Катании» со счётом 5:1. А в официальном матче Варгас впервые сыграл 1 октября 2006 года в матче Серии А с «Фиорентиной», завершившимся разгромом Катании 0:3. В целом, первый сезон для Варгаса прошёл достаточно ровно, он смог отвоевать место в основном составе у Джанлуки Фальсини, хотя первоначально Варгас покупался, как его дублёр, проведя 33 матча. В следующем сезоне, 31 октября 2007 года, Варгас забил свой первый мяч на итальянской земле, принеся ничью своей команде в матче с «Сиеной», а всего в свой второй сезон провёл 36 матчей и забил 6 мячей, один из которых в 1/8 кубка Италии в ворота «Милана» с 30-ти метров, принесший «Катании» ничью 1:1, позволившую пройти в следующую стадию турнира. А в 23 туре Варгас был включён в «сборную тура». Последний матч за «Катанию» Варгас провёл в матче с «Ромой», завершившийся со счётом 1:1, эта ничья «спасла» Катанию от «вылёта» в Серию B.
После двух хороших сезонов в «Катании» Варгасу «посыпались» предложения от разных клубов, включая «Реал Мадрид», «Рому», «Ювентус», «Барселону» и других. Из множества предложений, Варгас выбрал «Фиорентину», заплатившую за трансфер игрока 12 млн евро, контракт был подписан на 5 лет, 4 июля 2008 года. 6 августа Варгас провёл первую встречу за «Фиорентину» против румынского «Прогресула», а 12 августа Варгас дебютировал в матче лиги чемпионов в матче со «Славией». 31 августа состоялся первый матч Варгаса в футболке «Фиорентины» в Серии А с «Ювентусом», завершившийся вничью 1:1. Свой первый мяч за «фиалковую команду» Варгас забил лишь спустя полгода, 11 апреля, в ворота «Кальяри», а всего в первом сезоне забил 3 гола.
В следующем сезоне Варгас забил свой первый международный гол за «Фиорентину», поразив ворота лиссабонского «Спортинга» в отборочном турнире Лиги чемпионов. 24 ноября 2009 года Варгас забил гол, который принёс его клубу победу над «Лионом» и выход в 1/8 Лиги чемпионов. В мае 2010 года Варгас получил травму связок колена и выбыл из строя до конца сезона. В июне 2010 года интерес к Варгасу проявил мадридский «Реал», сам Хуан Мануэль выразил желание остаться в «Фиорентине». В том же месяце интерес к Хуану Мануэлю выразил «Ювентус».
В сезоне 2010/11 Варгас стал капитаном «Фиорентины».

### Международная карьера
До дебюта в основной сборной Перу Хуан Варгас выступал за и сборную Перу (до 20), в составе которой он принимал участие в чемпионате Южной Америки среди молодёжных команд 2003 года. На турнире он сыграл в трёх матчах, но перуанцы заняли последнее место в своей группе.
В главной сборной Перу Варгас дебютировал 13 октября 2004 года в отборочном матче чемпионата мира 2006 года со сборной Парагвая, завершившимся ничьей со счётом 1:1. Варгас вышел с первых минут и провёл на поле весь матч.
В 2007 году Варгас был включён в заявку сборной на Кубок Америки. Но перед началом турнира он получил вывих правого локтя и был вынужден пропустить турнир.
12 сентября 2007 года Хуан Варгас забил свой первый гол за сборную. Это произошло в товарищеском матче со сборной Боливии, завершившимся победой перуанцев со счётом 2:0.
В 2011 году Варгас вновь попал в заявку сборной на Кубок Америки, и на этот раз он смог принять участие в турнире. Варгас сыграл на Кубке в четырёх матчах и забил один гол, сумев помочь своей сборной стать бронзовым призёром. Свой единственный гол на турнире Варгас забил в дополнительное время четвертьфинального матча со сборной Колумбии, который завершился победой перуанцев со счётом 2:0. Варгас был признан лучшим игроком четвертьфинального поединка. В полуфинальном матче со сборной Уругвая, который завершился поражением перуанцев со счётом 0:2, Варгас получил красную карточку на 68-й минуте матча. Из-за этого Варгас не смог помочь своей команде в матче за третье место с венесуэльцами. Несмотря на отсутствие Варгаса сборная Перу одержала победу со счётом 4:1 и стала бронзовым призёром Кубка.

## Достижения
- Бронзовый призёр Кубка Америки: 2011, 2015

## Клубная статистика
| Клуб          | Сезон     | Национальный чемпионат | Национальный чемпионат | Кубок Либертадорес | Кубок Либертадорес | Итого | Итого |
| Клуб          | Сезон     | Игры                   | Голы                   | Игры               | Голы               | Игры  | Голы  |
| ------------- | --------- | ---------------------- | ---------------------- | ------------------ | ------------------ | ----- | ----- |
| Университарио | 2002      | 3                      | 1                      | 0                  | 0                  | 3     | 1     |
| Университарио | 2003      | 25                     | 1                      | 3                  | 0                  | 28    | 1     |
| Университарио | 2004      | 41                     | 6                      | 0                  | 0                  | 41    | 6     |
| Университарио | Итого     | 69                     | 8                      | 3                  | 0                  | 72    | 8     |
| Колон         | 2005 (Кл) | 18                     | 3                      | 0                  | 0                  | 18    | 3     |
| Колон         | 2005 (Ап) | 18                     | 1                      | 0                  | 0                  | 18    | 1     |
| Колон         | 2006 (Кл) | 18                     | 0                      | 0                  | 0                  | 18    | 0     |
| Колон         | Итого     | 54                     | 4                      | 0                  | 0                  | 54    | 4     |
| Всего         | Всего     | 123                    | 12                     | 3                  | 0                  | 126   | 12    |

| Клуб       | Сезон   | Чемпионат Италии | Чемпионат Италии | Кубок Италии | Кубок Италии | Лига чемпионов УЕФА | Лига чемпионов УЕФА | Итого | Итого |
| Клуб       | Сезон   | Игры             | Голы             | Игры         | Голы         | Игры                | Голы                | Игры  | Голы  |
| ---------- | ------- | ---------------- | ---------------- | ------------ | ------------ | ------------------- | ------------------- | ----- | ----- |
| Катания    | 2006/07 | 33               | 0                | 0            | 0            | 0                   | 0                   | 33    | 0     |
| Катания    | 2007/08 | 36               | 5                | 4            | 1            | 0                   | 0                   | 40    | 6     |
| Катания    | Итого   | 69               | 5                | 4            | 1            | 0                   | 0                   | 73    | 6     |
| Фиорентина | 2008/09 | 27               | 3                | 0            | 0            | 7                   | 0                   | 34    | 3     |
| Фиорентина | 2009/10 | 29               | 5                | 3            | 0            | 10                  | 3                   | 42    | 8     |
| Фиорентина | 2010/11 | 24               | 4                | 0            | 0            | 0                   | 0                   | 24    | 4     |
| Фиорентина | 2011/12 | 3                | 0                | 0            | 0            | 0                   | 0                   | 3     | 0     |
| Фиорентина | Итого   | 83               | 12               | 3            | 0            | 17                  | 3                   | 103   | 15    |
| Всего      | Всего   | 152              | 17               | 7            | 1            | 17                  | 3                   | 176   | 21    |

## Статистика в сборной
| №  | Дата             | Место проведения | Соперник  | Счёт | Голы | Турнир                    |
| 1  | 13 октября 2004  | Асунсьон         | Парагвай  | 1:1  | -    | Отборочный матч к ЧМ 2006 |
| 2  | 17 ноября 2004   | Лима             | Чили      | 2:1  | -    | Отборочный матч к ЧМ 2006 |
| 3  | 30 марта 2005    | Лима             | Эквадор   | 2:2  | -    | Отборочный матч к ЧМ 2006 |
| 4  | 4 июня 2005      | Барранкилья      | Колумбия  | 0:5  | -    | Отборочный матч к ЧМ 2006 |
| 5  | 17 августа 2005  | Такна            | Чили      | 3:1  | -    | Товарищеский матч         |
| 6  | 3 сентября 2005  | Маракайбо        | Венесуэла | 1:4  | -    | Отборочный матч к ЧМ 2006 |
| 7  | 7 октября 2006   | Винья-дель-Мар   | Чили      | 2:3  | -    | Тихоокеанский Кубок       |
| 8  | 15 ноября 2006   | Кингстон         | Ямайка    | 1:1  | -    | Товарищеский матч         |
| 9  | 3 июня 2007      | Мадрид           | Эквадор   | 2:1  | -    | Товарищеский матч         |
| 10 | 8 сентября 2007  | Лима             | Колумбия  | 2:2  | -    | Товарищеский матч         |
| 11 | 12 сентября 2007 | Лима             | Боливия   | 2:0  | 1    | Товарищеский матч         |
| 12 | 13 октября 2007  | Лима             | Парагвай  | 0:0  | -    | Отборочный матч к ЧМ 2010 |
| 13 | 17 октября 2007  | Сантьяго         | Чили      | 0:2  | -    | Отборочный матч к ЧМ 2010 |
| 14 | 18 ноября 2007   | Лима             | Бразилия  | 1:1  | 1    | Отборочный матч к ЧМ 2010 |
| 15 | 8 июня 2008      | Чикаго           | Мексика   | 0:4  | -    | Товарищеский матч         |
| 16 | 14 июня 2008     | Лима             | Колумбия  | 1:1  | -    | Отборочный матч к ЧМ 2010 |
| 17 | 17 июня 2008     | Монтевидео       | Уругвай   | 0:6  | -    | Отборочный матч к ЧМ 2010 |
| 18 | 6 сентября 2008  | Лима             | Венесуэла | 1:0  | -    | Отборочный матч к ЧМ 2010 |
| 19 | 10 сентября 2008 | Лима             | Аргентина | 1:1  | -    | Отборочный матч к ЧМ 2010 |
| 20 | 11 октября 2008  | Ла-Пас           | Боливия   | 0:3  | -    | Отборочный матч к ЧМ 2010 |
| 21 | 15 октября 2008  | Асунсьон         | Парагвай  | 0:1  | -    | Отборочный матч к ЧМ 2010 |
| 22 | 29 марта 2009    | Лима             | Чили      | 1:3  | -    | Отборочный матч к ЧМ 2010 |
| 23 | 7 июня 2009      | Лима             | Эквадор   | 1:2  | 1    | Отборочный матч к ЧМ 2010 |
| 24 | 10 июня 2009     | Медельин         | Колумбия  | 0:1  | -    | Отборочный матч к ЧМ 2010 |
| 25 | 5 сентября 2009  | Лима             | Уругвай   | 1:0  | -    | Отборочный матч к ЧМ 2010 |
| 26 | 10 октября 2009  | Буэнос-Айрес     | Аргентина | 1:2  | -    | Отборочный матч к ЧМ 2010 |
| 27 | 14 октября 2009  | Лима             | Боливия   | 1:0  | -    | Отборочный матч к ЧМ 2010 |
| 28 | 4 сентября 2010  | Торонто          | Канада    | 2:0  | -    | Товарищеский матч         |
| 29 | 7 сентября 2010  | Форт-Лодердейл   | Ямайка    | 2:1  | -    | Товарищеский матч         |
| 30 | 17 ноября 2010   | Богота           | Колумбия  | 1:1  | -    | Товарищеский матч         |
| 31 | 29 марта 2011    | Гаага            | Эквадор   | 0:0  | -    | Товарищеский матч         |
| 32 | 4 июля 2011      | Сан-Хуан         | Уругвай   | 1:1  | -    | Кубок Америки 2011        |
| 33 | 8 июля 2011      | Мендоса          | Мексика   | 1:0  | -    | Кубок Америки 2011        |
| 34 | 16 июля 2011     | Кордова          | Колумбия  | 2:0  | 1    | Кубок Америки 2011        |
| 35 | 19 июля 2011     | Ла-Плата         | Уругвай   | 0:2  | -    | Кубок Америки 2011        |

Итого: 35 матчей / 4 гола; 11 побед, 11 ничьих, 13 поражений.
| Год   | Матчи Кубка Америки | Матчи Кубка Америки | Отборочные матчи ЧМ | Отборочные матчи ЧМ | Товарищеские матчи | Товарищеские матчи | Итого | Итого |
| Год   | Игры                | Голы                | Игры                | Голы                | Игры               | Голы               | Игры  | Голы  |
| ----- | ------------------- | ------------------- | ------------------- | ------------------- | ------------------ | ------------------ | ----- | ----- |
| 2004  | 0                   | 0                   | 2                   | 0                   | 0                  | 0                  | 2     | 0     |
| 2005  | 0                   | 0                   | 3                   | 0                   | 1                  | 0                  | 4     | 0     |
| 2006  | 0                   | 0                   | 0                   | 0                   | 2                  | 0                  | 2     | 0     |
| 2007  | 0                   | 0                   | 3                   | 1                   | 3                  | 1                  | 6     | 2     |
| 2008  | 0                   | 0                   | 6                   | 0                   | 1                  | 0                  | 7     | 0     |
| 2009  | 0                   | 0                   | 6                   | 1                   | 0                  | 0                  | 6     | 1     |
| 2010  | 0                   | 0                   | 0                   | 0                   | 3                  | 0                  | 3     | 0     |
| 2011  | 4                   | 1                   | 0                   | 0                   | 1                  | 0                  | 5     | 1     |
| Итого | 4                   | 1                   | 20                  | 2                   | 11                 | 1                  | 35    | 4     |